# Lonchodes bryanti
Lonchodes bryanti är en insektsart som beskrevs av Andrew Nelson Caudell 1927. Lonchodes bryanti ingår i släktet Lonchodes och familjen Phasmatidae. Inga underarter finns listade i Catalogue of Life.